# Regiunea Prešov
Regiunea Prešov (în slovacă Prešovský kraj) este un kraj (regiune) al Slovaciei. Conține următoarele 13 districte: Prešov, Sabinov, Bardejov, Svidník, Vranov nad Topľou, Levoča, Kežmarok, Stará Ľubovňa, Poprad, Medzilaborce, Humenné, Snina și Stropkov.

## Demografie

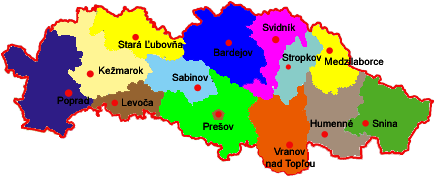
Districtele Prešovský kraj

| An:                | 1994    | 2004    | 2014    | 2024    |
| ------------------ | ------- | ------- | ------- | ------- |
| Număr de persoane: | 763.911 | 796.745 | 819.977 | 810.008 |
| Diferență:         |         | +4,29%  | +2,91%  | −1,21%  |

| An:                | 2023    | 2024    |
| ------------------ | ------- | ------- |
| Număr de persoane: | 808.810 | 810.008 |
| Diferență:         |         | +0,14%  |